# Wszystko będzie dobrze
Wszystko będzie dobrze – polski film fabularny z 2007, w reżyserii Tomasza Wiszniewskiego.
Film zdobył nagrodę dla najlepszego reżysera, najlepszego aktora pierwszoplanowego oraz za muzykę na 32. Festiwalu Polskich Filmów Fabularnych w Gdyni. Film roboczo nosił tytuł Pawełek. Za plenery posłużył m.in. Zakroczym.

## Obsada aktorska
- Adam Werstak jako Paweł Kwiatkowski
- Robert Więckiewicz jako Andrzej, nauczyciel WF-u
- Izabela Dąbrowska jako Zofia Kwiatkowska, matka Pawełka
- Daniel Mąkolski jako Piotr Kwiatkowski, brat Pawła
- Janusz Kłosiński jako ksiądz
- Beata Kawka jako dziennikarka Anna, była żona Andrzeja
- Janusz Chabior jako lekarz
- Katarzyna Kwiatkowska jako pielęgniarka
- Aleksander Bednarz jako dyrektor szkoły
- Dariusz Toczek jako ksiądz w szpitalu
- Stanisław Penksyk jako Adamski
- Jarosław Szczepaniak jako dźwiękowiec
- Lech Dyblik jako syn sołtysowej
- Wiesława Mazurkiewicz jako sołtysowa
- Jarosław Gruda jako listonosz Henio
- Natalia Rybicka jako Jolka

## Fabuła
Film przedstawia historię Pawła, chłopca, który postanawia biec do Częstochowy, by prosić Matkę Bożą o pomoc dla chorej na raka matki. Ma też brata z niepełnosprawnością intelektualną, który musi sam opiekować się mamą. Pawłowi towarzyszy Andrzej - nauczyciel WF-u, który ma problemy z alkoholem.